# 楊君正
楊君正，山東臨清衛人。清朝初年政治人物。

## 生平
明崇禎三年（1630年）舉庚午科山東鄉試。清順治三年（1646年），應丙戌科春闈，登進士。授江南江寧府推官。